# 佐藤実
佐藤 実（さとう みのる、1948年（昭和23年）1月10日 - ）は、日本の実業家。三井不動産販売社長、三井不動産リアルティ会長、不動産流通経営協会副理事長を務めた。

## 人物・経歴
東京都出身。1970年一橋大学商学部卒業、三井不動産入社。1994年名古屋支店長。1998年グループ経営企画本部関連事業部長。1999年企画調査部長。同年取締役企画調査部長委嘱に昇格。2003年常務取締役兼三井不動産販売取締役。
2007年から三井不動産販売社長を務め、大阪市で南海電気鉄道と共同出資の不動産会社を設立するなどした。この間、不動産流通経営協会副理事長も務めた。
2011年三井不動産販売会長、三井不動産顧問。2012年三井不動産リアルティ会長。2013年三井不動産リアルティ相談役。